# Иогансен, Эрнст
Эрнст Иогансен (нем. Ernst Johannsen; 28 мая 1898, Альтона, ныне в составе Гамбурга, Германская империя, — 1 ноября 1977, Гамбург, ФРГ) — немецкий писатель, драматург.

## Биография
Вместе с двумя сестрами вырос в Гамбурге в семье парусного мастера, производителя парусов для кайзерлихмарине. Из рассказов отца получил детальные знания о мореплавании, которые были использованы в некоторых произведениях, написанных в 30-х годах. После окончания восьмилетней народной школы обучился ремеслу электрика. В 1916 году был призван на военную службу и в начале 1917 года был отправлен под Верден, где служил связистом. В 1919 году вернулся в Гамбург и работал по специальности на верфи. Затем переехал в Вюрцбург, где работал старшим монтером и параллельно начал писать. В 1928 году по случаю смерти одной из своих сестер вернулся в Гамбург и начал профессионально заниматься литературой.
На мышление и письмо Иогансена сильно повлиял фронтовой опыт. Его самым значительным прозаическим произведением стал роман Vier von der Infanterie. Ihre letzten Tage an der Westfront 1918 («Четверо из пехоты. Их последние дни на Западном фронте 1918 года»). В многочисленных беседах четыре пехотинца, которые в итоге все погибают, ставят под вопрос смысл войны, чья разрушительная сила подробно описана в главе «Инферно». Единственной настоящей ценностью осталась лишь фронтовая дружба. Роман, изданный в 1929 году небольшим издательством Fackelreiter-Verlag, быстро достиг тиража 20000 экземпляров, был переведен на несколько языков, но после выхода романа Ремарка «На Западном фронте без перемен» был оттеснен на второй план. Георг Вильгельм Пабст снял по мотивам романа знаменитый антивоенный фильм «Западный фронт 1918 года».
17 октября 1929 года на мюнхенском радио состоялась премьера радиопьесы Brigadevermittlung («Бригадный телефонист»). Радиопьеса сделала Иогансена одним из самых успешных авторов радиопьес в Веймарской республике и принесла ему международную известность, выдержав более 50 постановок в 11 странах. Иогансен показывает важность телефона для боевых действий и в то же время наглядно использует его в качестве средства передачи голоса в радиопьесе. Несмотря на то, что в дальнейшем Иогансен создал еще несколько радиопьес, ни одна из них успеха «Бригадного телефониста» не достигла.
Из других его прозаических произведений наиболее заметны были рассказ Fronterinnerungen eines Pferdes («Фронтовые воспоминания лошади», 1929) где описывается война глазами одной из миллионов убитых на войне лошадей, и рассказ Die Kreuz-Apotheke («Аптека с крестом», 1932), который клеймит несправедливое положение в немецком здравоохранении.
В 30-х годах Иогансен продолжал писать прозу и пьесы для радио. В 1933 году после прихода нацистов к власти ими были сожжены «Четверо из пехоты», после чего материальное положение Иогансена постепенно становилось все тяжелее. В 1938 году его сожительница-еврейка и их общий сын были вынуждены иммигрировать в Англию. В следующем году Иогансен переехал к ним в Лондон, женился и начал сотрудничать с Би-би-си, но в 1941 году сотрудничество прекратилось после личных и творческих разногласий. В 1942—1957 годах работал электриком в фирме Victory Engineers Limited. В 1957 году вернулся в Гамбург с женой и двумя из трех детей, поддерживал контакты с Хансом Хенни Янном, но больше не имел литературного успеха и умер одиноким и ожесточенным в 1977 году.

## Сочинения

### Романы и рассказы
- Vier von der Infanterie. Ihre letzten Tage an der Westfront 1918. — Hamburg-Bergedorf: Fackelreiter-Verlag, 1929.
- Fronterinnerungen eines Pferdes. — Hamburg-Bergedorf: Fackelreiter-Verlag, 1929.
- Station 3. Ein Kommandeur, sechs Mann und vier Maschinen. — Berlin: Wegweiser-Verlag, 1931.
- Die Kreuz-Apotheke // Dreißig Neue Erzähler des Neuen Deutschland. Junge Deutsche Prosa. — Berlin, 1932. — S. 11-30.
- Sechs auf einer Insel. — Leipzig: Hesse & Becker-Verlag, 1934.
- Sturm über Santa Rock. — Leipzig: Hesse & Becker-Verlag, 1937.

### Радиопьесы
- Brigadevermittlung, 1929.
- Der Komet, 1929.
- Wunder ohnegleichen, 1939.
- Die Drehorgeln, 1949.
- Antonio will nicht gerettet werden, 1966.
- Tod im Warenhaus, 1970.